# Araneus ventricosus hakonensis
Araneus ventricosus hakonensis is een spinnenondersoort in de taxonomische indeling van de wielwebspinnen (Araneidae).
Het dier behoort tot het geslacht Araneus. De wetenschappelijke naam van de soort werd voor het eerst geldig gepubliceerd in 1961 door Uyemura.